# Adriano Pires
Adriano José Pires Rodrigues, mais conhecido por Adriano Pires é um economista brasileiro.

## Biografia
Sócio-diretor do Centro Brasileiro de Infraestrutura (CBIE) com mais de 30 anos atuando na área de energia. A última experiência no governo foi na Agência Nacional de Petróleo (ANP), onde atuou como assessor do diretor-geral, superintendente de Importação e Exportação de Petróleo, Seus Derivados e Gás Natural e Superintendente de Abastecimento. Na Universidade Federal do Rio de Janeiro, exerceu a função de professor, pesquisador e consultor junto a empresas e entidades internacionais. Como experiência, desenvolveu atividades de pesquisa e ensino nas áreas de economia da regulação; economia da infraestrutura; aspectos legais e institucionais da concessão dos serviços públicos e tarifas públicas. E doutor em Economia Industrial pela Universidade Paris XIII, mestre em Planejamento Energético pela COPPE/UFRJ e formado em 1980 pela Universidade Federal do Rio de Janeiro em economia.
Indicado pelo presidente Jair Bolsonaro para presidir a Petrobras em 28 de março de 2022, Pires recusou assumir o cargo após processos de análise de conflitos de interesses da empresa indicaram possíveis conflitos com clientes de sua consultoria.